# Acetabularia crenulata
La Acetabularia crenulata, una de las muchas especies conocidas como copa de sirena, es un alga verde que generalmente se localiza en mares poco profundos. Crece en abundancia en aguas del Atlántico occidental. Se ha utilizado en algunas  investigaciones importantes sobre las relaciones entre el núcleo celular y el citoplasma, como la que realizó Joachim Hämmerling durante la década de 1930, con la que pudo demostrar que la información genética  de los eucariontes está contenida en los núcleos. Durante su tiempo de vida tiene un gran núcleo.